# Ujarasussuk
Ujarasussuk [ujɑʁaˈsusːuk] (nach alter Rechtschreibung Ujarasugssuk; auch Alanngoq) ist eine wüst gefallene grönländische Siedlung im Distrikt Qeqertarsuaq in der Kommune Qeqertalik.

## Lage
Ujarasussuk befindet sich relativ weit südlich am Sullorsuaq (Vaigat) auf der gegenüberliegenden Seite von Saqqaq, das 25 km nordöstlich liegt. 33 km nordwestlich liegt Qullissat und 80 km südwestlich der Distrikthauptort Qeqertarsuaq.

## Geschichte
Es ist unbekannt, ob Ujarasussuk vor der Kolonialzeit bewohnt war. 1793 lebten 23 Personen in einem Haus am Ort. 1799 und 1805 war Ujarasussuk unbewohnt. 1814 waren nur Nuugaarsuk und Isunnguaq an der Nordostseite der Diskoinsel bewohnt. 1821 wurde der Ort erneut als bewohnt genannt und ein weiteres Mal 1826. 1829 baten die Bewohner, dass Ujarasussuk ein Udsted wird, weil es schwer war zur Kolonie zu gelangen. Zu dieser Zeit lebten acht Jäger in Ujarasussuk 1830 wurde der Ort ein Winterudsted, der aber nach wenigen Jahren wieder aufgegeben wurde. 1850 war die gesamte Nordostküste unbewohnt.
1862 wurde der dänische Böttcher Fritz Jørgensen zusammen mit einigen Grönländern von Qeqertarsuaq aus losgeschickt, um einen Udsted an der Nordostküste der Diskoinsel zu errichten. Ursprünglich sollte der Ort beim späteren Qullissat liegen, aber während der Reise musste die Gruppe wegen eines Unwetters Halt machen und hielt den Ort für so geeignet, dass sie stattdessen den Udsted direkt dort errichteten. Es zogen schnell viele Bewohner aus Atanikerluk hinzu. Tatsächlich stellte sich der Ort später als äußerst ungeeignet vor, weil es keinen Naturhafen gab und das Wetter das schlechteste des ganzen Kolonialdistrikts war. Es starben häufig Menschen wegen der harten Winter oder weil sie bei Stürmen mit ihren Kajaks kenterten. 1867 starben acht Bewohner bei einer Grippeepidemie. Im Mai 1914 kamen gleich drei junge Männer in ihren Kajaks um, darunter der Katechet des Ortes.
1915 hatte Ujarasussuk 74 Einwohner. Sie lebten in neun grönländischen Wohnhäusern. Die Wohnung des Udstedsverwalters stammte aus dem Jahr 1884, hatte zwei Zimmer und Küche und war ein Fachwerkbau mit Torfmauerfassade. Der Laden von 1862 war ein Fachwerkbau mit Bretterverkleidung und Dachschindeln. Es gab zwei Speckhäuser, von denen das ältere 1862 als Torfmauerhaus gebaut worden war und das jüngere ein bretterverkleideter Fachwerkbau von 1867 war. Die Schulkapelle wurde im Jahr 1879 als Fachwerkbau mit Torfmauerfassade gebaut und war 1915 schon stark verfallen. Es gab 22 Jäger, zwei Fischer, den Udstedsverwalter, ein ausgebildeter Katechet und eine Hebamme.
Zwischen 1930 und 1947 lag die Einwohnerzahl zwischen 51 und 63 Personen. 1946 erhielt Ujarasussuk eine neue Udstedsverwalterwohnung und 1948 wurde eine neue Schule gebaut. 1950 lebten 91 Menschen in Ujarasussuk. 1952 gab es schon 18 Fischer. Bis 1960 war die Einwohnerzahl auf 78 Personen gefallen und im September 1963 verließen die letzten Bewohner den Ort.
Bis 1950 war Ujarasussuk eine eigene Gemeinde im Kolonialdistrikt Ritenbenk. Zu ihr gehörte der Wohnplatz Uunartoq. Die Gemeinde war Teil des 6. Landesratswahlkreises Nordgrönlands. Sie war Teil der Kirchengemeinde von Ilulissat und später der von Appat. Als Ritenbenk 1942 seinen Kolonialstatus verlor, wurde Ujarasussuk ein Teil des Kolonialdistrikts Jakobshavn. 1950 wurde Ujarasussuk in die neue Gemeinde Vaigat eingegliedert.

## Söhne und Töchter
- Julius Petersen (1880–?), Landesrat
- Preben Lange (1948–2013), Politiker (Siumut) und Lehrer